# Französische Rugby-Union-Meisterschaft 1994/95
Die Saison 1994/95 war die 96. Austragung der französischen Rugby-Union-Meisterschaft (französisch Championnat de France de rugby à XV). Sie umfasste 32 Mannschaften in der ersten Division (heutige Top 14).
Die Meisterschaft begann mit der ersten Qualifikationsrunde, in der je acht Mannschaften in vier Gruppen aufeinander trafen. Die Erst- bis Viertplatzierten beider Gruppen zogen in die zweite Qualifikationsrunde ein, die aus vier Gruppen mit je vier Mannschaften bestand. Aus diesen qualifizierten sich jeweils die Erst- und Zweitplatzierten für die Finalphase. Daraufhin folgten Viertel- und Halbfinale. Im Endspiel, das am 6. Mai 1995 im Parc des Princes in Paris stattfand, trafen die zwei Halbfinalsieger aufeinander und spielten um den Bouclier de Brennus. Dabei setzte sich Titelverteidiger Stade Toulousain gegen Castres Olympique durch und errang zum zwölften Mal den Meistertitel.
Aufgrund der Straffung der Liga in der folgenden Saison gab es zwölf Absteiger, die im Anschluss an die erste Qualifikationsrunde ermittelt wurden. Die vier am schlechtesten platzierten Mannschaften jeder Qualifikationsgruppe (insgesamt 16) traten in der Abstiegsrunde in vier Vierergruppen gegeneinander an. Nur die Gruppenbesten verblieben in der ersten Division und spielten anschließend um den (sportlich bedeutungslosen) Coupe André Moga, während die anderen in die zweite Division absteigen mussten.

## Qualifikation

### Erste Runde
|    | Team             | Siege | Unent. | Ndlg. | Spiel- punkte | Diff. | Tabellen- punkte |
| -- | ---------------- | ----- | ------ | ----- | ------------- | ----- | ---------------- |
| 1. | USA Perpignan    | 10    | 1      | 3     | 343:201       | + 142 | 35               |
| 2. | Stade Toulousain | 9     | 1      | 4     | 469:223       | + 246 | 33               |
| 3. | RC Narbonne      | 8     | 2      | 4     | 305:153       | + 152 | 32               |
| 4. | Montpellier RC   | 9     | 0      | 5     | 277:293       | − 16  | 32               |
| 5. | FC Auch          | 8     | 0      | 6     | 260:233       | + 27  | 30               |
| 6. | SC Graulhet      | 4     | 0      | 10    | 214:370       | − 156 | 22               |
| 7. | RC Châteaurenard | 4     | 0      | 10    | 149:355       | − 206 | 22               |
| 8. | CA Périgueux     | 2     | 0      | 12    | 184:373       | − 189 | 18               |

|    | Team                  | Siege | Unent. | Ndlg. | Spiel- punkte | Diff. | Tabellen- punkte |
| -- | --------------------- | ----- | ------ | ----- | ------------- | ----- | ---------------- |
| 1. | CA Brive              | 10    | 0      | 4     | 357:228       | + 129 | 34               |
| 2. | CS Bourgoin-Jallieu   | 9     | 1      | 4     | 303:168       | + 135 | 33               |
| 3. | Racing Club de France | 9     | 0      | 5     | 300:246       | + 54  | 32               |
| 4. | Castres Olympique     | 8     | 1      | 5     | 384:265       | + 119 | 31               |
| 5. | RRC Nice              | 8     | 1      | 5     | 284:229       | + 55  | 31               |
| 6. | AS Montferrand        | 7     | 1      | 6     | 336:235       | + 101 | 29               |
| 7. | Stadoceste Tarbais    | 2     | 0      | 12    | 219:439       | − 220 | 18               |
| 8. | Saint-Paul SR         | 1     | 0      | 13    | 218:591       | − 373 | 16               |

|    | Team               | Siege | Unent. | Ndlg. | Spiel- punkte | Diff. | Tabellen- punkte |
| -- | ------------------ | ----- | ------ | ----- | ------------- | ----- | ---------------- |
| 1. | US Dax             | 10    | 0      | 4     | 336:221       | + 115 | 34               |
| 2. | CA Bègles-Bordeaux | 10    | 0      | 4     | 382:203       | + 179 | 34               |
| 3. | SU Agen            | 9     | 0      | 5     | 326:218       | + 108 | 32               |
| 4. | RC Nîmes           | 8     | 0      | 6     | xxx:xxx       | − 23  | 30               |
| 5. | Biarritz Olympique | 7     | 1      | 6     | 221:249       | − 28  | 29               |
| 6. | Section Paloise    | 6     | 1      | 7     | 248:262       | − 14  | 27               |
| 7. | Avenir Valencien   | 3     | 1      | 10    | 229:395       | − 166 | 21               |
| 8. | RC Cannes          | 1     | 1      | 12    | 185:356       | − 171 | 17               |

|    | Team             | Siege | Unent. | Ndlg. | Spiel- punkte | Diff. | Tabellen- punkte |
| -- | ---------------- | ----- | ------ | ----- | ------------- | ----- | ---------------- |
| 1. | FC Grenoble      | 9     | 1      | 4     | 326:204       | + 122 | 33               |
| 2. | FCS Rumilly      | 9     | 0      | 5     | 254:313       | − 59  | 32               |
| 3. | RC Toulon        | 9     | 0      | 5     | 302:208       | + 94  | 32               |
| 4. | US Colomiers     | 8     | 0      | 6     | 351:234       | + 117 | 30               |
| 5. | Stade Bordelais  | 8     | 0      | 6     | 324:240       | + 84  | 30               |
| 6. | Aviron Bayonnais | 7     | 0      | 7     | 247:251       | − 4   | 28               |
| 7. | Stade Dijonnais  | 4     | 1      | 9     | 264:364       | − 100 | 23               |
| 8. | US Tyrosse       | 1     | 0      | 13    | 154:408       | − 254 | 16               |

### Zweite Runde (Top 16)
|    | Team                  | Siege | Unent. | Ndlg. | Spiel- punkte | Diff. | Tabellen- punkte |
| -- | --------------------- | ----- | ------ | ----- | ------------- | ----- | ---------------- |
| 1. | USA Perpignan         | 5     | 0      | 1     | 153:93        | + 60  | 16               |
| 2. | CA Bègles-Bordeaux    | 4     | 1      | 1     | 160:124       | + 36  | 14               |
| 3. | Racing Club de France | 1     | 1      | 4     | 93:156        | − 63  | 9                |
| 4. | US Colomiers          | 1     | 0      | 5     | 109:142       | − 33  | 8                |

|    | Team             | Siege | Unent. | Ndlg. | Spiel- punkte | Diff. | Tabellen- punkte |
| -- | ---------------- | ----- | ------ | ----- | ------------- | ----- | ---------------- |
| 1. | Stade Toulousain | 5     | 1      | 0     | 125:80        | + 45  | 17               |
| 2. | RC Toulon        | 4     | 0      | 2     | 149:80        | + 69  | 14               |
| 3. | CA Brive         | 2     | 1      | 3     | 136:106       | + 30  | 11               |
| 4. | RC Nîmes         | 0     | 0      | 6     | 51:195        | − 144 | 6                |

|    | Team              | Siege | Unent. | Ndlg. | Spiel- punkte | Diff. | Tabellen- punkte |
| -- | ----------------- | ----- | ------ | ----- | ------------- | ----- | ---------------- |
| 1. | US Dax            | 5     | 0      | 1     | 160:91        | + 69  | 16               |
| 2. | Castres Olympique | 4     | 0      | 2     | 127:96        | + 31  | 14               |
| 3. | FCS Rumilly       | 2     | 0      | 4     | 92:128        | − 36  | 10               |
| 4. | Montpellier RC    | 1     | 0      | 5     | 91:155        | − 64  | 8                |

|    | Team                | Siege | Unent. | Ndlg. | Spiel- punkte | Diff. | Tabellen- punkte |
| -- | ------------------- | ----- | ------ | ----- | ------------- | ----- | ---------------- |
| 1. | CS Bourgoin-Jallieu | 4     | 0      | 2     | 113:81        | + 32  | 14               |
| 2. | SU Agen             | 3     | 1      | 2     | 120:119       | + 1   | 13               |
| 3. | RC Narbonne         | 3     | 0      | 3     | 112:91        | + 21  | 12               |
| 4. | FC Grenoble         | 1     | 1      | 4     | 63:117        | − 54  | 9                |

## Abstiegsrunde
|    | Team               |
| -- | ------------------ |
| 1. | Section Paloise    |
| 2. | FC Auch            |
| 3. | Stadoceste Tarbais |
| 4. | US Tyrosse         |

|    | Team            |
| -- | --------------- |
| 1. | Nice RRC        |
| 2. | RC Cannes       |
| 3. | SC Graulhet     |
| 4. | Stade Dijonnais |

|    | Team               |
| -- | ------------------ |
| 1. | Aviron Bayonnais   |
| 2. | Biarritz Olympique |
| 3. | RC Châteaurenard   |
| 4. | Saint-Paul SR      |

|    | Team             |
| -- | ---------------- |
| 1. | AS Montferrand   |
| 2. | CA Périgueux     |
| 3. | Stade Bordelais  |
| 4. | Avenir Valencien |

## Finalphase

### Viertelfinale
| Datum          | Begegnung                                | Ergebnis |
| -------------- | ---------------------------------------- | -------- |
| 15. April 1995 | Stade Toulousain – SU Agen               | 19:06    |
| 15. April 1995 | CS Bourgoin-Jallieu – CA Bègles-Bordeaux | 37:11    |
| 16. April 1995 | Castres Olympique – USA Perpignan        | 12:12 *  |
| 16. April 1995 | RC Toulon – US Dax                       | 23:08    |

* Castres Olympique setzte sich im Penaltyschießen mit 5:4 durch.

### Halbfinale
| Datum          | Begegnung                              | Ergebnis |
| -------------- | -------------------------------------- | -------- |
| 22. April 1995 | Stade Toulousain – CS Bourgoin-Jallieu | 16:10    |
| 22. April 1995 | Castres Olympique – RC Toulon          | 18:13    |

### Finale
| 6. Mai 1995 | Stade Toulousain                                                                             | 31 : 16        | Castres Olympique                                                                   | Parc des Princes, Paris Zuschauer: 48.615 Schiedsrichter: M. Pascal |
| 6. Mai 1995 | Versuche: Ougier (1) Erhöhungen: Deylaud (1) Straftritte: Deylaud (7) Dropgoals: Deylaud (1) | (6:16) Bericht | Versuche: Séguier (1) Erhöhungen: Savy (1) Straftritte: Savy (2) Dropgoals: Rui (1) | Parc des Princes, Paris Zuschauer: 48.615 Schiedsrichter: M. Pascal |

Aufstellungen
Stade Toulousain:

Startaufstellung: Franck Belot, David Berty, Christian Califano, Philippe Carbonneau, Thomas Castaignède, Jérôme Cazalbou, Albert Cigagna, Christophe Deylaud, Didier Lacroix, Hugues Miorin, Émile Ntamack, Stéphane Ougier, Claude Portolan, Régis Sonnes, Patrick Soula 

Auswechselspieler: Éric Artiguste, Olivier Carbonneau, Richard Castel, Christophe Guiter, Pascal Lasserre, Hervé Manent
Castres Olympique:

Startaufstellung: Jean-Marc Aué, Christian Batut, José Díaz, Philippe Escalle, Jean-François Gourragne, Alain Hyardet, Guy Jeannard, Thierry Lafforgue, Christophe Luscqiaud, Gilbert Pages, Francis Rui, Cyril Savy, Frédéric Séguier, Jean-Philippe Swiadek, Laurent Toussaint 

Auswechselspieler: Nicolas Combes, Colin Gaston, Frédéric Gommard, Laurent Labit, Christophe Urios, Jean-Luc Vidal